# Федерал-Уэй
Федерал-Уэй (англ. Federal Way) — город в штате Вашингтон. Расположен в столичном районе Сиэтла. Федерал-Уэй является десятым по величине городом в Вашингтоне и пятым по величине в округе Кинг, согласно оценке населения Бюро переписи населения на 2020 год.

## История
Первоначально посёлок лесозаготовок, район был впервые назван «Федеральной дорогой» в 1929 году. Название происходит от федерального шоссе US 99 (ныне State Route 99 или Pacific Highway South), которое пролегало от Эверетта и Сиэтла до Такомы. Название «Federal Way» впервые было использовано в 1929 году, когда пять существующих школ объединились в Школьный округ № 210 и запланировали строительство Средней школы Federal Way, которая открылась в 1930 году и дала название школьному округу. Местная торговая палата приняла название в начале 1950-х годов.

## Население

#### Оценка численности населения на 2018 год
По состоянию на 2018 год численность населения Федерал-Уэй,  составляла 97 044 человека. Средний доход домохозяйства составлял $62 086. 25,2% людей в возрасте 25 лет и старше имели степень бакалавра или выше.

## Правительство
| Год  | Республиканская партия | Демократическая партия | Другие      |
| ---- | ---------------------- | ---------------------- | ----------- |
| 2020 | 14 150 33.86%          | 26 432 63.25%          | 1 207 2.89% |

## Климат
В этом регионе тёплое (но не жаркое) и сухое лето, при этом среднемесячные температуры не превышают 71,6 ° F. Согласно системе классификации климата Кеппена, в Federal Way тёплый летний средиземноморский климат, который на климатических картах обозначается аббревиатурой «Csb».

## Местные СМИ
Одна газета издаётся в рамках Federal Way — Federal Way Mirror. Город получает дополнительное освещение из большинства крупных СМИ как в Сиэтле, так и в Такоме.
В 2008 году Историческое общество Federal Way совместно с Arcadia Publishing опубликовало фотографическую историю района Federal Way.